# Skibskatastrofer
Denne artikel indeholder en liste over væsentlige skibskatastrofer, hvor skibe er forulykket med større tab af menneskeliv til følge.

## Danske skibskatastrofer
- 1811 (24. december). De to engelske krigsskibe St. Georg og Defence forliser på revlerne ud for det nuværende Thorsminde. 1.391 omkommer og kun 18 reddes.
- 1896, Castor
- 1905 (25. juni) Skoleskibet Georg Stage, påsejlet af den engelske damper Ancona i Hollænderdybet.
- 1928 Skoleskibet København, sporløst forsvundet i Sydatlanten.
- 1947 M/S Kina ramt undersøisk skær, forlist d.25/12 47 ved Filippinerne, 34 Omkomne.
- 1948 Kjøbenhavn (rutebåd)
- 1952 Flying Enterprise forlist i Nordatlanten.
- 1959 (30. januar) M/S Hans Hedtoft forlist syd for Kap Farvel (95 omkom)
- 1959 (8. juli) Katastrofen på Haderslev Dam (57 omkom)
- 1990 (7. april) Scandinavian Star, skibsbrand, Kattegat (158 omkom)

## Internationale skibskatastrofer
- 1628, Regalskeppet Vasa
- 1676, Stora Kronan, samt admiralsskibet Svärdet.
- 1694, HMS Sussex
- 1858, SS Austria sank i Nordatlanten i en af de værste skibskatastrofer i 1800-tallet, hvor 471 personer omkom.
- 1904, S/S Norge
- 1904, General Slocum
- 1912, Titanic
- 1914, Empress of Ireland
- 1915, Lusitania
- 1916, Britannic
- 1917, Halifaxeksplosionen, det franske S/S Mont Blanc, var lastet med sprængstoffer kolliderede med norske S/S Imo ud for Halifax i provinsen Nova Scotia i Canada. Ca. 2.000 mennesker omkom ved den efterfølgende eksplosion og ca. 9.000 mennesker blev såret.
- 1923, Skibskatastrofen ved Honda Point
- 1944, Rigel-katastrofen
- 1945 30. januar, Wilhelm Gustloff (over 9.000 omkom)
- 1945 9. februar, SS General von Steuben (over 3.000)
- 1945 16. april, MS Goya (omkring 6.800 omkom)
- 1945 3. maj, Cap Arcona (omkring 5.000 omkom)
- 1945 3. maj, SS Theilbeck (omkring 2.750 omkom)
- 1956, Andrea Doria
- 1975, SS Edmund Fitzgerald
- 1987, Doña Paz (omkring 4375 omkom)
- 1993, M/S Jan Heweliusz
- 1994, 27./28. september, Estonia (852 omkom)
- 1999, MS Sleipner
- 2000, K-141 Kursk
- 2006, Al-Salam Boccaccio 98
- 2008, Princess of the Stars
- 2013, Costa Concordia